# Povijest hrvatskog iseljeništva u Argentini
Pošto su Hrvati u 15. stoljeću bili vrsni pomorci, često su bili i na stranim brodovima, pa neki povjesničari i pisci drže mogućim to da su Hrvati na novi kontinent stigli među prvim Europljanima, kao posada na brodu Kristofora Kolumba godine 1492. Iako su oni iskrcani na obalama Srednje Amerike, pretpostavlja se da su bar neki od njih nastavili slijediti španjolske osvajače i tako dospjeli na južnoamerički kontinent.
Prema dokumentu iz državnog arhiva u Dubrovniku, oko 1520. godine tamo su krenula braća Konkedević, koji su tijekom tridesetogodišnjeg boravka zaradili čak 12 000 dukata, i nakupovavši se različite robe, vratili se svojim brodom. Od tad, pa sve do 19. stoljeća podaci o Hrvatima u Južnoj Americi vrlo su oskudni.
Hrvati se u Južnu Ameriku u znatnijem broju počinju useljavati u 19. st., a masovnije od 1870-ih godina. Tada je porasla konkurencija kod prijevoznika, pa su troškovi za putnike bili sve manji, neki su naši ljudi i desetak puta prelazili ocean nakon kraćeg ili duljeg boravka u domovini. Isplativost sezonskog boravka zbog radova u vinogradima ili ribarenja održavali su prihvaćanjem nekog posla na brodu za vrijeme putovanja.
Do prvog svjetskog rata u Južnoj je Americi bilo od 25 do 50 tisuća Hrvata, pri čemu 90% iseljenika iz južnoslavenkih zemalja potječe iz Dalmacije, uglavnom južnije od Splita.

## Gospodarske, društvene, političke i demografske prilike u Dalmaciji kao uzrok iseljavanja do Drugog svjetskog rata
Dalmacija je bila izrazito siromašna: jedina veza s panonskim krajevima zemlje bila je cesta (Majstorska cesta) preko Malog Alana na Velebitu. Poljoprivreda je glavna gospodarska grana, no zemlja nije pogodna za uzgoj žitarica. Najvažnije kulture su Vinova loza i maslina. Od 57% obradivih površina, 29% su pokrivali vinogradi, a 18% masline. Glavni je proizvod vino, i njegovom se prodajom zadovoljavaju gotovo sve druge potrebe. Stoga ne čudi što je austrijska uprava, kojoj je Dalmacija služila samo kao strateško područje, toliko naštetila dalmatinskom gospodarstvu tzv. vinskom klauzulom (1891. god.), kojom je dopustila uvoz jeftinijeg talijanskog vina po sniženim carinama. To je upropastilo dalmatinsko vinogradarstvo, čije se vino, zbog manje rentabilne proizvodnje i niže kvalitete nije moglo mjeriti s talijanskim. Nedugo nakon toga, vinogradarstvo je stradalo i od filoksere, bolesti loze. "Narodni list" najavio je iste godine kad i "klauzolu": 
Iseljavanje je kratkotrajno dovelo do poboljšanja gospodarstva, zato što je bilo manje gladnih i zato što su iseljenici stalno slali novac u domovinu, ali dugotrajne su posljedice štetne, zato što su se iseljavali ponajviše vrijedni muški radnici, dok su kod kuće ostajale žene. Po otocima se, na primjer, vraćalo samo 30% iseljenog stanovništva.

## Opće značajke iseljavanja Hrvata u Argentinu do Drugog svjetskog rata
Na početku treba istaknuti da se u literaturi često govori o "jugoslavenskom" iseljeništvu. Velika je većina bila Hrvata i to Dalmatinaca. O jugoslavenima se govori samo zato što je ta ideja tada bila popularna među hrvatskom inteligencijom, a jedino su se učeni ljudi bavili pisanjem radova o dijaspori. Bilo je tada i djela ljudi koji su se izražavali kao "austrijaki", mislivši vjerojatno da će im to donijeti veći ugled. To su također većinom Dalmatinci, što se vidi i iz samog nepravilnog naziva: "austijaki". Izjašnjavali su se kao Hrvati, "Austrijaki", Slaveni, Dalmatinci, Srbi, Dalmatinci austrijski, podanici, Slaveno-Dalmatinci, Talijani, Crnogorci, Slovenci, Slovaci, pa čak i Slovinci. Uz njih su i Srbi i Crnogorci Srbe, jer se u jadnom popisu, 1916. god. u Punta Arenasu, doduše, od 70 Srba i Crnogoraca, ukupno, samo njih 26 izjasnilo pripadnicima pravoslavne vjere. Najviše je "Austrijaka" bilo baš u Argentini. Voljeli su se zvati i Jugoslavenima i Dalmatincima, jer "Zašto ćemo mi reći da smo Hrvati, a oni nikad neće da reknu, da su Dalmatinci? "4. Tu se očito još vodila borba oko toga da su Hrvati samo oni iz tadašnje pokrajine Hrvatske.
U to je vrijeme raznolikost pučanstva u Argentini bila još izrazitija nego danas. Prevladavale su tri skupine: prastanovnici, kojih je onda bilo oko 40 000, potomci mješovitih zajednica između prastanovnika i romanskog stanovništva koji su predstavljali tzv. argentinsku rasu, te razni europski useljenici koji su se vrlo brzo asimilirali.
Pošto je po veličini deveta zemlja na svijetu, Argentina je vrlo rijetko naseljena. To je bio i razlog zbog kojeg je argentinska vlast inzistitrala na useljavanju. Osim vrlo povoljnih poljoprivrednih prilika i liberalizirane useljeničke politike, u Argentinu su useljenike privlačila i velika prava koja su imali građani. Prema ustavu (14. članku), građani su imali ova prava: 1. raditi (trabajar), 2. ploviti (navegar), 3. trgovati (comercijar), 4. ulaziti (entrar), 5. ostati (parmanecer), 6. prelaziti (transitar), 7. odlaziti iz zemlje (salir del teritorio), 8. objelodaniti svoje ideje (publicar sus ideas), 9. upotrijebiti svoje vlasništvo (usar de su propiedad), 10. udruživati se (asociarse), 11. slobodno ispovijedati svoju vjeru (profesar libremente su culto), 12. podučavati (ensenar) 13. učiti (aprender) i 14. moliti (peticionar).
Podaci o životu Hrvata u Argentini u to vrijeme bili su vrlo oskudni, tako da život možemo samo djelomično rekonstruirati pomoću rijetkih zapisa. Tako Adam Jerković piše: 
Iako Jerković s velikim domoljubljem govori o junačkim Hrvatima, u tekstu se vidi da je velika većina njih zapravo radila najteže i nezahvalne poslove, što znači da nisu bili ugledni ni bogati. Ipak, zasigurno su pridonijeli razvitku Argentine, ako ničim drugim, "jakim mišicama", jasno je to da nitko ne bi uselio u Argentinu iz Dalmacije da nije želio raditi. Miha Mihanović u svom odgovoru na upit predsjednika pokrajinske vlade za Dalmaciju 1920. godine govori o tome kako zbog potpune nestašice statistike nije bilo moguće odrediti ni približno točan broj dalmatinskih mornara i da su dalmatinski doseljenici počeli dolaziti u znatnijem broju tek nakon 1881. god., kada je počeo razvitak Argentine. On smatra i to da uzrok dolaska useljenika 
To je podupiranje osobito vidljivo iz zakona
.
Ipak, Mihanović smatra da je bilo malo takvih koji su se služili tim pogodnostima; naši dolaze "na svoju ruku neinformirani" ili "pozvani od svojih ovdašnjih rođaka ili prijatelja". Što se poslova tiče, naši su bili "većinom mornari, ložači kotlova i radnici, a mali broj trgovačkih kapetana, pilota riječnih praktika, te po koji činovnik. (...) Ogromna je većina njih otočana osobito Bračana".
Evo i kako je Pavao Karaman Veljičanin opisao dolazak Hrvata u Argentinu, pod naslovom "Kako živu useljenici u južnoj Americi":
Stupanj očuvanja nacionalnog identieta Hrvata u Argentini je niži nego u drugim zemljama u Južnoj Americi. Tomu je više razloga. Mnogo ih se doselilo prije kraja hrvatskog narodnog preporoda u Dalmaciji, mnogo je nepismenih. Bilo je malo učenih, koji su bili sposobni organizirati useljenike u društva i pokrenu vlastiti list. Razlog tome je i raštrkanost Hrvata u toj ogromnoj zemlji. Anonimni pisac u šibenskoj "Hrvatskoj rieči" od 13. prosinca 1905. god. o hrvatskom iseljeniku piše:
O "propadanju hrvatskog elemente" piše i jedan anonimni iseljenik u "Narodnom listu" od 26. studenoga 1902. god.: 
Hrvati su u Argentini bili grupirani u dvije socijalo-ekonomske skupine. Prva je u Buenos Airesu, a druga u unutrašnjosti. Oni u Buenos Airesu bavili su se "gradskim zanimanjima", a oni u unutrašnjosti bili su angažirani uglavnom u poljoprivredi. Između njih su još i oni koji su radili na izgradnji Željezničkih pruga diljem Argentine.
U Buenos Airesu angažirani su uglavnom u pomorskoj privredi kao mornari ili kao lučki radnici. Ostali su radili kao fizički radnici u građevinarrstvu. Zaposlenih u uslužnim djelatnostima bilo je malo.

## Doprinos Hrvata Argentini do Drugog svjetskog rata
Doprinos Hrvata Argentini u ovom je razdoblju, izuzevši učinak nekih pojedinaca, doista skroman. Nisu se ni približili jednom cijelom postotku u udjelu stanovništva. "Pedesetak tisuća Hrvata koliko ih je ukupno moglo živjeti u Argentini do prvog svjetskog rata, ugradilo je svoje napore na parobrodima argentinske mornarice, na njivama i pašnjacima, u izgadnji luka i željezničkih pruga. Osim Nikole i Mihe Mihanovića, Jakova Buratovića i Ivana Vučetića, gotovo svi ostali su anonimni, ne samo za Argentince, nego i za nas, izuzevši, naravno, njihove obitelji, odnosno najužu sredinu iz koje su se iselili.12 "
Jakov (Santiago) Buratović iz Vrbanja na Hvaru istakao se trasiranjem telegrafskih linija po unutarnjosti Argentine. Spominje se kao građevinski poduzetnik već od 1860. – 1865. godine. U Argentinsku je povijest ušao kao stručnjak koji je telegrafskom žicom spojio Buenos Aires i Rosario, pri čemu se čak borio s indijanskim plemenima. Nakon što je u jednom takvom sukobu ostao bez radnika, posao je dobio vojni karakter, a on je dobio čin majora. Pod imenom "Mayor Buratovich" ušao je u Argentinsku povijest. Često je bio i savjetnik našim ljudima pri odabiru mjesta gdje će se naseliti. Uza sav rad, umro je kao siromah. Vlasti su mu se ipak odužile imenovavši njegovim imenom jedan trg u Rosariu i željezničku postaju u blizini Bahie Blance.
Ivan Vučetić je rođen u Hvaru 1858. god., u Argentinu stiže 1884. Četiri godine nakon dolaska stupa u Centralni ured policije u Buenos Airesu, a već nakon godinu dana rada postaje šef odjela za statistiku. To dokazuje njegovu veliku nadarenost, inteligenciju i upornost, jer je očito vrlo brzo naučio španjolski jezik, iako je završio samo osnovnu školu. Vjerojatno je nama i svijetu najpoznatiji po tome što je prvi prihvatio daktiloskopske metode identificiranje osoba. Nije poznat njegov doprinos hrvatskim zajednicama u Argentini, no zna se da je stalno održavao veze s domovinom.
Razvoj hrvatske iseljeničke kolonije u Buenos Airesu usko je povezan s Nikolom Mihanovićem. Rođen je u selu Doli na Pelješcu 1846. god. On je napornim radom i smislom za brodovlasništvo postao jedan od najbogatijih i najutjecajnijih ljudi u hrvatskoj dijaspori u Argentini, ali i u cijeloj Argentini, kao i njegov brat Miha koji je također imao brodovlasničku kompaniju. Krsto Krile ga je nazvao "kraljem riječne plovidbe od Atlantskog oceana do središnjeg Brazila". Bio je lojalan Franji Josipu I., koji ga je čak imenovao barunom s pravom nasljedstva. Bio je odlikovan i od ruskog cara te engleskog i španjolskog kralja. Evo i malog dijela pisma Miće Mičića, člana Jugoslavenskog odbora u Londonu, kojim izvještava Antu Trumbića:
Radilo se, naime, o vremenu drugog svjetskog rata, i željeli su odvratiti Mihanovića od Franje Josipa I.
Treba još spomenuti i dr. Dinka pl. Grisogona Bortolazzia, rođenog Zadranina. Pretpostavlja se da je bio politički emigrant. Bio je poznati liječnik, konstruirao je mnogo aparata za liječenje. U znak zahvalnosti uprava bolnice je njegovo ime dodijelila jednoj dvorani dječjeg odjela. Bio je vrlo aktivan u hrvatskim društvima.

## Hrvati u Provinciji Buenos Aires do Drugog svjetskog rata
Zbog zemljopisnog položaja Buenos Aires je grad u koji odlazi velika većina hrvatskih iseljenika, ne samo u Argentini, nego i u Južnoj Americi. Dobar dio njih se u Buenos Airesu i zadržao. Već je 1910. god. bio milijunski grad.
Najviše Hrvata je nastanilo predgrađe Boca. O njemu Krsto Krile piše:
U vremenima kad austougarska predstavništva nisu dovoljno brinula o našim iseljenicima, svojevrsni nadomjestak za njih bila su iseljenička društva. Premda nisu mogla nadomjestiti konzulat, useljenik je u njima nalazio ono što mu je nedostajalo, a to ja zemljački susret.
Prvo društvo hrvatskih iseljenika u tom gradu nosilo je austrougarsko ime "Sociedad austro-hungara de socorros mutuos" (Austro-ugarsko društvo uzajamne pomoći). Ono je odigralo značajnu ulogu u povijesti hrvatskih iseljenika u Buenos Airesu. Premda nije ni nosilo hrvatsko ime, možemo ga smatrati najvećim društvom Hrvata u Južnoj Americi. Do veljače 1920. društvo je promijenilo ime u Jugoslavensko društvo uzajamne pomoći. 
Nakon toga 5. studenog 1882. se osniva i "Slavjansko društvo uzajamne pomoći", kojoj je sastavni dio bila čitaonica "Spavajući lav". Kao "Slavjansko društvo", očito onih koji se ne slažu s austro-ugarskim imenom, na čijem je čelu bio ranije spomenuti dr. Dinko Grisogono pl. Bortolazzi. Nedugo nakon osnivanja tog društva, ono počinje izdavati "Iskru slavjanske slobode". To kako je društvo bilo raspoloženo radikalno anti-austrijski opisuje i izvještaj J.F.B. (prema nekima gotovo sigurno Josip Franjo Bučić) 1. svibnja 1888. u "Narodnom listu":
Ono napreduje i početkom 20. stoljeća, pa godine 1903. društvo ima 162 člana. Nemamo podatke o godini prestanka rada društva, no njega je zamijenilo društvo Hrvatska straža, koja nikad nije uspjela okupiti više članova.
Prvi list hrvatskih useljenika bio je "Narodni glas", koji je počeo izlaziti 80-ih godina 19. stoljeća, ali se čini da nije sačuvan ni jedan primjerak, tako da se o njemu više ne zna.

## Hrvati u provinciji Santa Fe i ostatku Argentine do Drugog svjetskog rata
Provincija Santa Fe sjeverno je od Buenos Airesa. Dio je pampe i najrazvijenije područje Argentine. Mateo Carević je za pampu napisao da je 
Prvi Hrvat koji se ovdje spominje je Jakov (Santiago) Buratović. Smatra se da su upravo zahvaljujući njemu mnogi Hvarani postali vlasnici ponajboljih farmi. Zanimljivo je to da je jedna skupina naših iseljenika i činila većinu stanovništva gradića Acebala pokraj Rosaria.
Izvan Buenos Airesa i pokrajine Santa Fe nalazimo malo Hrvata. Oni su naselili najslabije naseljena područja: guberniju Chaco i gubernije na jugu zemlje. Čini se da je i te Hrvate zahvatilo nacionalno buđenje makar su od Buenos Airesa bili udaljeni više od 1200 kilometara. Tako je ovdje osnovana sedamnaesta grana "Hrvatskog saveza" s imenom "Ban Jelačić". 
U Rio Negru Hrvati su prvi počeli uzgajati voće i vino. Bili su to istarski i dalmatinski težaci koji su svojim iskustvom iz domovine obogatili poljoprivredu ovog područja.
U gradu Cipolletti podignut je spomenik "Monumento al Trabajador" (hrv. "Spomenik radniku") na čast svim vrijednim radnicama i težacima, koji su svojim mukotrpnim radom prehranjivali svoje obitelji i zajednički značajno doprinijeli razvoju poljoprivrede ovoga kraja.